# Talorg II
Talorg II, fils Muircholaich, était un roi des Pictes du VIe siècle.
D'après la liste des rois des Pictes des Chroniques Pictes, il a régné onze ans entre Cailtram mac Girom and Drust mac Munait. On trouve plusieurs variantes du nom de son père, notamment Mordeleg, Murtholoic et Mordeleth. Il aurait régné une dizaine d'années vers 544-555.